# Vlasij Siňavskij
Vlasij Siňavskij (* 27. listopad 1996 Narva) je estonský profesionální fotbalista, který hraje na pozici křídelníka za český klub Bohemians Praha 1905 a za estonský národní tým.

## Klubová kariéra

### Mládežnické roky
Sinyavskiy je odchovancem Narvy. Postupně v mládežnických letech prošel Transem, TJK Legionem a FC Puuma.

### FC Puuma

#### 2013
Premiéru si v dresu druholigového estonského FC Puuma Tallinn odbyl v květnu 2013. V rámci první sezóny (která se hraje systémem jaro-podzim) nastoupil do 24 ligových utkání, ve kterých vstřelil jednu branku.
Zároveň si zahrál 3 utkání v rámci Estonského fotbalového poháru, branku v něm nevstřelil.

#### 2014
V následující druholigové sezóně si svou pozici v sestavě upevnil. Odehrál 33 ligových zápasů, ve kterých se osmkrát střelecky prosadil. V rámci národního fotbalového poháru pak nastoupil do jednoho utkání, ve kterém také vstřelil jednu branku.

#### 2015
Puumě se předchozí sezóna nevydařila a tak nový ročník začala až ve třetí nejvyšší soutěži. Sinyavskiy v ní stihl odehrát 16 ligových utkání, ve kterých zaznamenal čtyři úspěšné trefy.

### Narva JK Trans
V červenci 2015 přestoupil do prvoligového klubu Narva JK Trans, kde již v mládí působil. V právě rozehraném ročníku 2015 ještě stihl odehrát 19 ligových zápasů, ve kterých vstřelil dvě branky. Nastoupil také do jednoho utkání národního poháru.

### Nõmme Kalju FC
Angažmá v Narvě netrvalo dlouho a hned v lednu 2016 se Sinyavskiy stěhoval znovu. Tentokrát přestoupil do prvoligového klubu Nõmme Kalju FC.

#### 2016
V dresu prvního týmu odehrál v první sezóně deset utkání, ve kterých se střelecky neprosadil, odehrál také 21 minut v utkání estonského superpoháru. Nastupoval ale především za druholigový tým do 21 let, za kterých odehrál 25 ligových zápasů se třemi vstřelenými brankami. V estonském fotbalovém poháru pak nastoupil do 3 zápasů, ve kterých dal jednu branku.
Dočkal se také premiéry v evropských pohárech, když nastoupil do jednoho kvalifikačního utkání Evropské ligy proti FK Riteriai.

#### 2017
V dresu prvního týmu v následujícím ročníku zasáhl do pěti ligových zápasů, ve kterých se jednou střelecky prosadil. Nastupoval ale dále především za tým do 21 let, který ale mezitím sestoupil do třetí nejvyšší soutěže. Za něj nastoupil do 13 zápasů, ve kterých vstřelil tři branky.

#### 2018
Po návratu z hostování v Tuleviku odehrál ještě tři zápasy za tým do 21 let, který se vrátil do druhé nejvyšší soutěže (střelecky se prosadil jednou). Nastoupil ale také do devíti zápasů prvoligového týmu. Nejen, že vstřelil dvě branky, ale s prvním týmem navíc mohl slavit mistrovský titul (i když v průběhu rozehraného ročníku přestoupil).

#### Viljandi JK Tulevik (hostování)
V červenci 2017 odešel na hostování do prvoligového Tuleviku. V rámci půl roku trvajícího hostování odehrál 17 ligových zápasů, ve kterých se dvakrát střelecky prosadil. Ve dvou zápasech estonského fotbalového poháru pak jednou střelecky uspěl ve dvou utkáních.

### FC Flora Tallinn
Do prvoligové Flory přestoupil v červenci 2018. Tam působil celkem tři roky, v rámci kterých nastoupil do 70 prvoligových zápasů, ve kterých vstřelil 12 branek. Vypomáhal také druholigovému týmu do 21 let. V jeho dresu prokázal značnou střeleckou úspěšnost, když v 11 zápasech dokázal vstřelit 11 branek.
Zahrál si také další zápasy v evropských pohárech. V sezóně 2019/20 nastoupil do třech kvalifikačních utkání Evropské ligy, ve kterých se jednou střelecky prosadil (odehrál zápas proti FK Radnički Niš a dvojutkání proti Eintrachtu Frankfurt). O rok později se pak dočkal startu i v kvalifikačním utkání Ligy mistrů proti FK Sūduva Marijampolė. Flora neuspěla a tak se přesunula do kvalifikačních zápasů Evropské ligy. Sinyavskiy odehrál tři utkání, ve kterých se jednou střelecky prosadil (nastoupil do zápasů proti KR Reykjavík, Florianě a Dinamu Záhřeb).
Za celé působení ve Floře získal s týmem dva mistrovské tituly, jeden národní pohár a jeden superpohár.

### MFK Karviná
Do české prvoligové Karviné přestoupil v únoru 2021. Svou premiéru v dresu prvního týmu si odbyl 28. února 2021 proti Mladé Boleslavi.

## Reprezentační kariéra
Nastoupil celkově do 20 mezistátních utkání v dresu Estonska v mládežnických věkových kategoriích do 21 a 23 let, vstřelil v nich dvě branky. Od roku 2019 je pak reprezentantem mezi dospělými. Za ty k 1. březnu 2021 nastoupil do 7 zápasů bez vstřelené branky.

## Klubové statistiky
- aktuální k 1. březen 2021

| Tým                  | Sezona         | Liga   | Liga   | Pohár  | Pohár  | Evropské poháry | Evropské poháry |
| Tým                  | Sezona         | Zápasy | Branky | Zápasy | Branky | Zápasy          | Branky          |
| -------------------- | -------------- | ------ | ------ | ------ | ------ | --------------- | --------------- |
| FC Puuma Tallinn     | 2013 (2. liga) | 24     | 1      | 2      | 0      | -               | -               |
| FC Puuma Tallinn     | 2014 (2. liga) | 33     | 8      | 2      | 1      | -               | -               |
| FC Puuma Tallinn     | 2015 (3. liga) | 16     | 4      | -      | -      | -               | -               |
| Narva JK Trans       | 2015           | 19     | 2      | 1      | 0      | -               | -               |
| Nõmme Kalju FC       | 2016           | 10     | 0      | 4      | 1      | 1               | 0               |
| Nõmme Kalju FC       | 2017           | 5      | 1      | -      | -      | -               | -               |
| Nõmme Kalju FC       | 2018           | 9      | 2      | -      | -      | -               | -               |
| Nõmme Kalju FC U21   | 2016 (2. liga) | 25     | 3      | -      | -      | -               | -               |
| Nõmme Kalju FC U21   | 2017 (3. liga) | 13     | 3      | -      | -      | -               | -               |
| Nõmme Kalju FC U21   | 2018 (2. liga) | 3      | 1      | -      | -      | -               | -               |
| Viljandi JK Tulevik  | 2017           | 17     | 2      | 2      | 1      | -               | -               |
| FC Flora Tallinn     | 2018           | 7      | 1      | 1      | 1      | -               | -               |
| FC Flora Tallinn     | 2019           | 36     | 6      | 3      | 4      | 3               | 1               |
| FC Flora Tallinn     | 2020           | 27     | 5      | 4      | 0      | 4               | 1               |
| FC Flora Tallinn     | 2021           | -      | -      | 1      | 0      | -               | -               |
| FC Flora Tallinn U21 | 2018 (2. liga) | 10     | 11     | -      | -      | -               | -               |
| FC Flora Tallinn U21 | 2019 (2. liga) | 1      | 0      | -      | -      | -               | -               |
| MFK Karviná          | 2020/21        | 1      | 0      | -      | -      | -               | -               |
| Celkem               | Celkem         | 256    | 50     | 20     | 8      | 8               | 2               |

## Úspěchy
- 3x mistr Estonska (2018, 2019, 2020)
- 1x vítěz Estonského fotbalového poháru (2020)
- 1x vítěz Estonského superpoháru (2020)